# Program Komunistycznej Partii Związku Radzieckiego
Program KPZR był głównym dokumentem Komunistycznej Partii Związku Radzieckiego, który traktował o strategicznych planach wewnętrznych i zewnętrznych Partii oraz całego Związku Radzieckiego. W przypadku kiedy Partia była znana pod innymi nazwami (w innych republikach związkowych), wtedy do programu odnoszono się jako np. Programu Rosyjskiej Partii Komunistycznej (Bolszewików) itd.
- Pierwszy Program został przyjęty w 1903 roku jego głównymi celami było zawieszenie caryzmu w państwie i przekazanie władzy klasie robotniczej.

- Drugi Program został przyjęty w 1917 roku po rewolucji październikowej z głównym celem zbudowania socjalistycznego społeczeństwa w Rosji.

- Trzeci Program został przyjęty w 1961 roku na XXII Zjeździe KPZR z ambitnym celem zbudowania komunizmu w 20 lat.

- Ostatnia wersja Programu została przyjęta w 1986 roku na XXVII Zjeździe KPZR w odróżnieniu od poprzednich programów wersja z 1986 roku została przyjęta jako poprawiona tej z 1961 roku[1].